# Tim Klijn (radioprogramma)
Tim Klijn (voorheen LunchTim) is een radioprogramma op de Nederlandse zender Radio Veronica dat wordt gepresenteerd door Tim Klijn. Het programma is iedere werkdag te horen tussen 13.00 en 16.00 uur en op vrijdag tussen 13.00 uur en 15.00 uur. 

## Geschiedenis

### Radio 538
Het programma werd voor het eerst uitgezonden op Radio 538 dat werd gepresenteerd door Tim Klijn. Het programma werd op iedere werkdag uitgezonden tussen 12.00 en 14.00 uur.
Tijdens de Olympische Spelen 2012 kwam dit programma tijdelijk te vervallen, omdat Edwin Evers met zijn programma Evers Staat Op op dit tijdstip ging presenteren vanuit Londen. Klijn heeft toen samen met Dennis Ruyer tussen 6.00 tot 10.00 uur Evers Staat Op overgenomen.
Op 20 november 2013 werd bekendgemaakt dat er een nieuwe programmering komt op Radio 538 vanwege een verjonging. Frank Dane nam deze tijdslot over van Tim Klijn. Tim Klijn presenteerde zelf van maandag t/m vrijdag met Greatest Hits in de ochtend. Vanaf 6 januari 2014 presenteerde Frank Dane met Dane Doet 't op deze tijdslot.

### Radio Veronica
Op 9 december 2016 werd bekend dat het programma terug zou keren. Sinds januari 2017 was Klijn te beluisteren op werkdagen van 12.00 tot 16.00 uur op Radio Veronica. Vanaf oktober 2017 presenteert hij zijn programma tussen 13.00 en 16.00 uur. Vanaf 8 februari 2021 presenteert hij tussen 16:00 en 19:00 de Veronica Middagshow. 